# Arroyo Carpintería (Río Yí)
Der Arroyo Carpintería ist ein Fluss in Uruguay.
Er entspringt in der Cuchilla del Rincón südöstlich von Andresito. Von dort verläuft er auf dem Gebiet des Departamento Flores in nördliche Richtung und mündet als linksseitiger Nebenfluss östlich von Andresito in den Río Yí.